# Circuit Gilles Villeneuve
A Circuit Gilles Villeneuve egy igen tempós motorsport-versenypálya a kanadai Montréal városában, mely a kanadai Formula–1-es versenyzőről, Gilles Villeneuveről kapta nevét. A városi pályán rendezik meg évente a Formula–1 kanadai nagydíjat.

## A pálya
A pálya a festői Île Notre-Dame szigeten található, melyen ha nem rendeznek éppen valamilyen versenyt, normális közútnak számít. Hossza 4,361 kilométer, és az óra járásával megegyezően fut. A sok egyenessel teli pálya egyik különlegessége a célegyenes előtti sikán mellett található Bajnokok fala (Wall of Champions), aminek 1999-ben a három világbajnok Damon Hill, Michael Schumacher és Jacques Villeneuve is nekiütközött, és mindhárman feladni kényszerültek a versenyt. A falon a "Bienvenue au Québec" felirat látható, mely magyarul "Üdvözöljük Québecben"-t jelent. A pálya nem csak a Formula–1-es szezonban van jelen, rendeztek rajta Champ Car versenyt 2002 és 2006 között, valamint 2007-ben a NASCAR Busch Series is megfordult itt. A Formula–1 2009-es versenynaptárában megfordult, de most a nyári szünet hiánya miatt törölték. A 2010-es előzetes menetrendben viszont ismét a megszokott időben szerepel a futam, miután a szervezőknek sikerült megállapodnia a FOM-mal 2014-ig sikerült biztosítani a pálya jelenlétét a Formula–1-ben.

## Képek

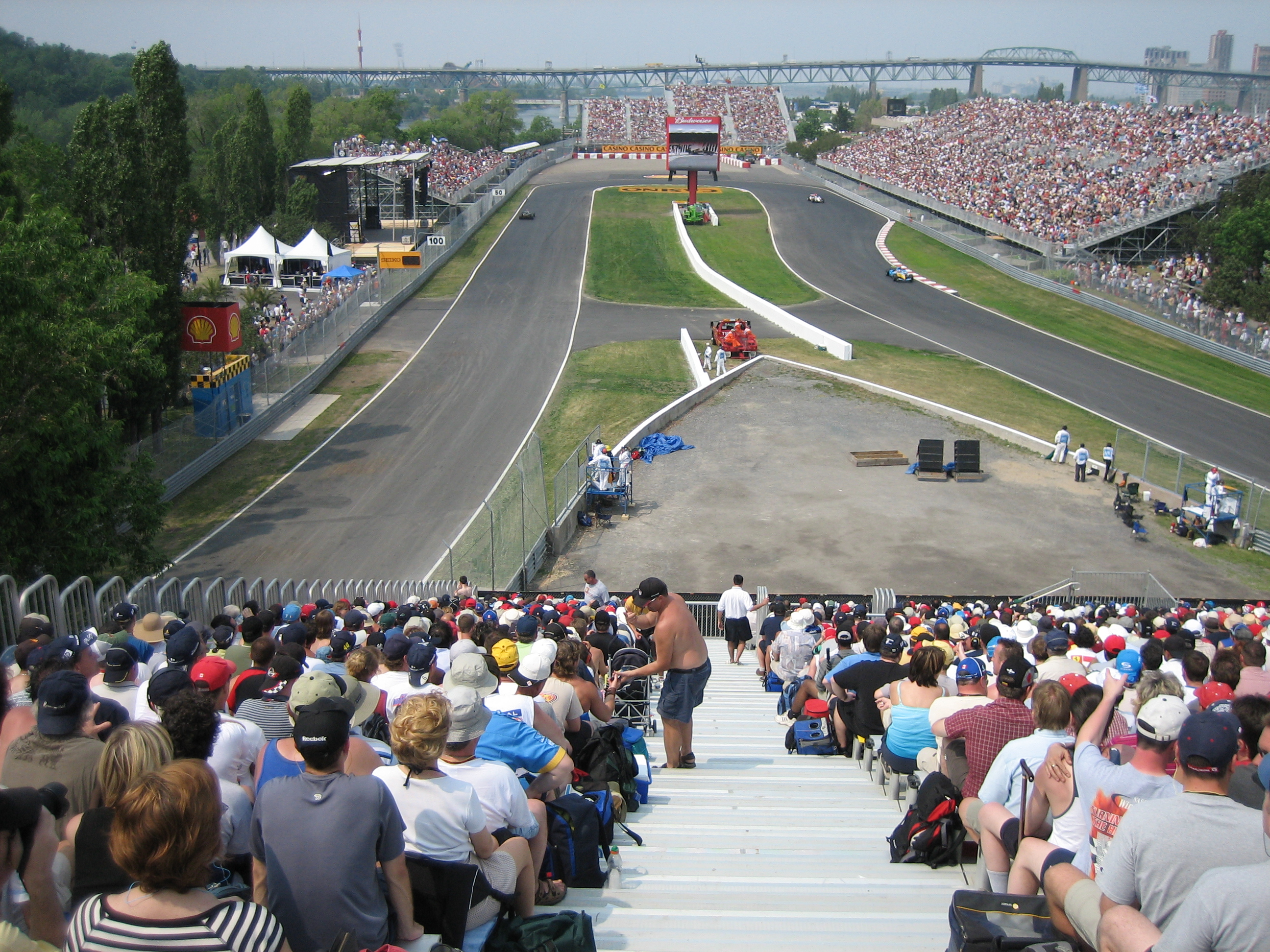
A 11-es kanyar
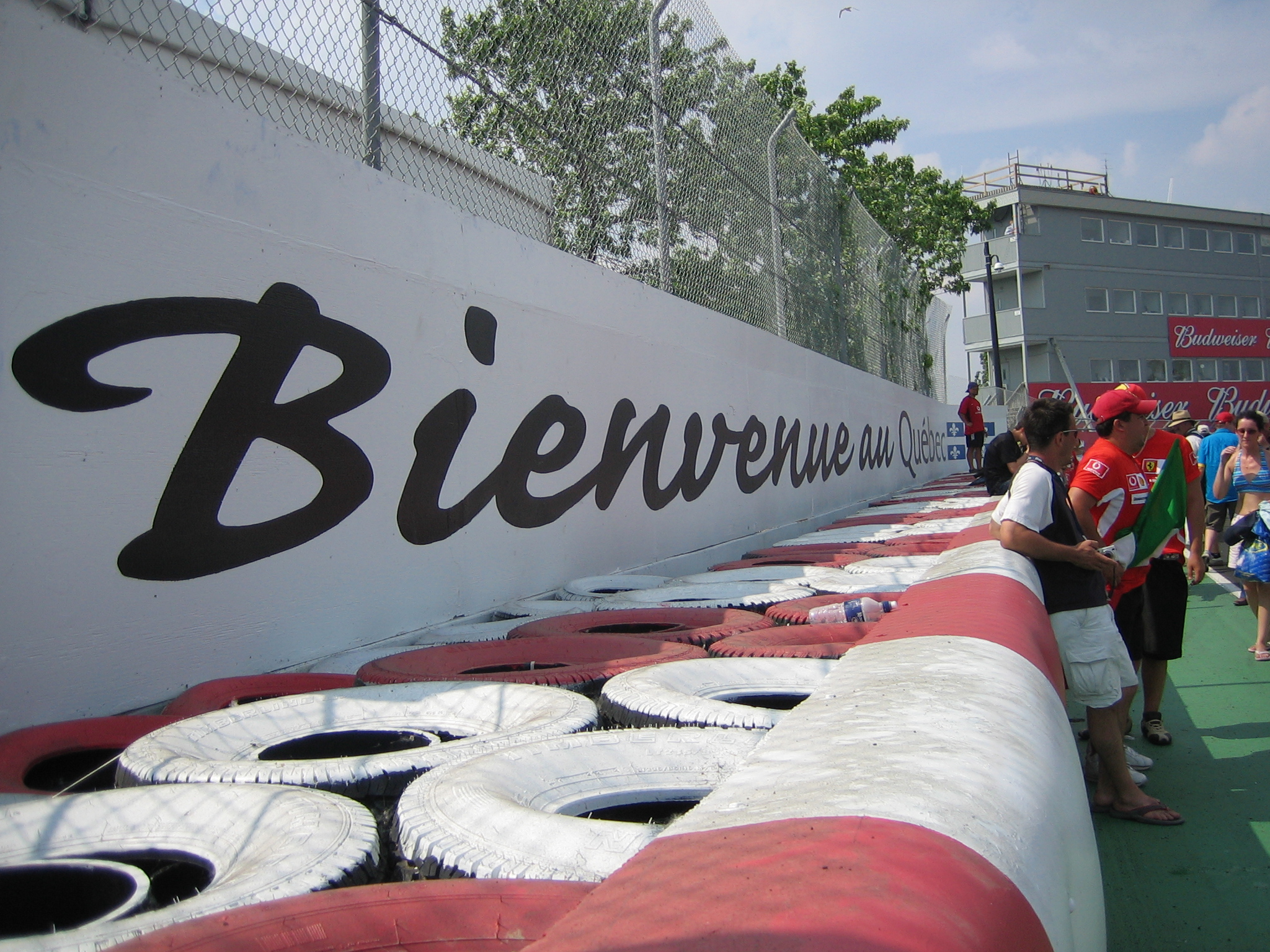
A "Bajnokok fala"
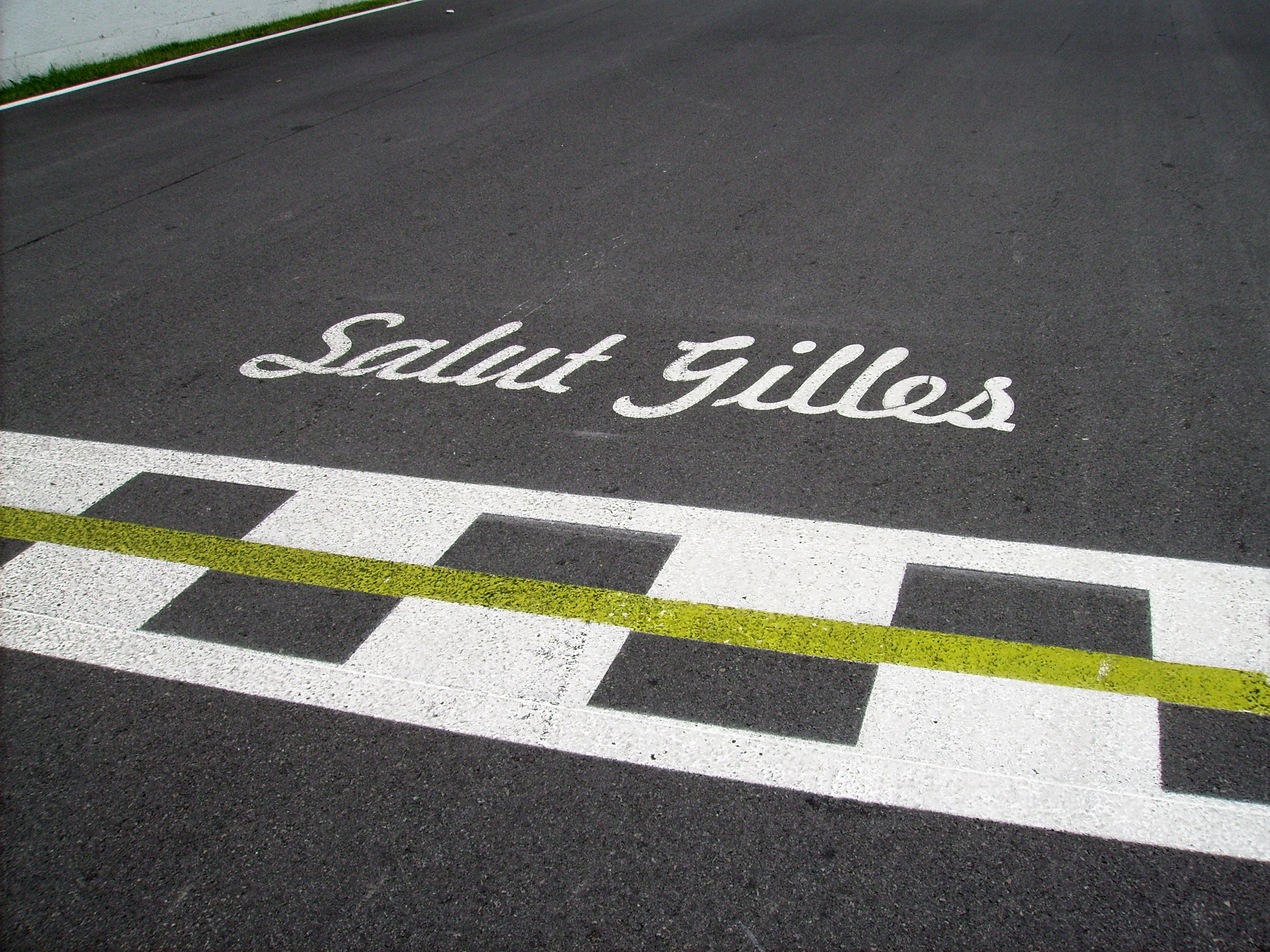
"Salut Gilles" felirat a célvonal után
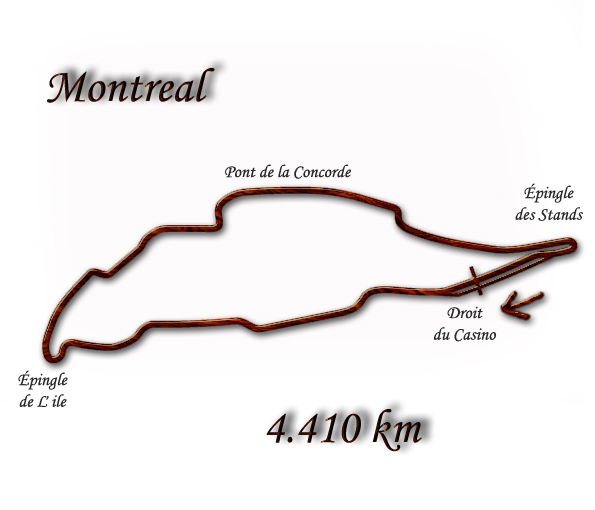
A pálya vonalvezetése 1979-ben
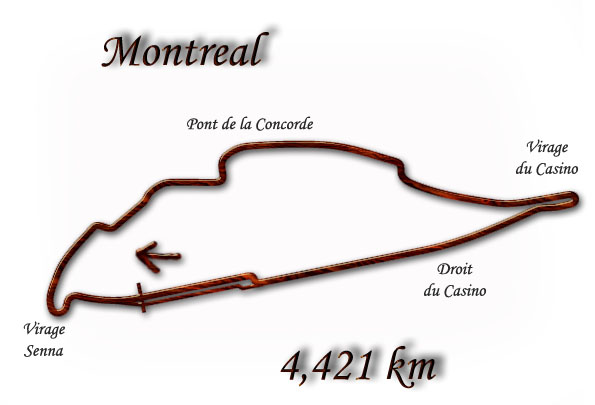
A pálya vonalvezetése 1996-ban